# Abrotanella linearifolia
Abrotanella linearifolia  es una especie de planta fanerógama perteneciente a la familia de las Asteráceas.

## Distribución
Es oriunda de Chile.

## Taxonomía
Abrotanella linearifolia fue descrita por Asa Gray y publicado en Proceedings of the American Academy of Arts and Sciences 5: 137. 1862.
Etimología
Abrotanella: nombre genérico que es un diminutivo femenino y significa "similar al abrótano", es decir, similar a la planta Artemisia abrotanum (el término "abrotanum" viene del griego antiguo para una hoja de la planta genérica perfumada.
linearifolia: epíteto latíno que significa "con hojas lineares".
Sinonimia
- brotanella crassipes Skottsb.
- Abrotanella moseleyi Skottsb.[4]